# Velt
Velt vzw is een socio-culturele ledenvereniging die in Vlaanderen en Nederland actief is. De werking steunt op drie pijlers: ecologisch tuinieren, ecologisch voeding en ecologisch leven. Velt is een acroniem voor Vereniging voor Ecologisch Leven en Tuinieren. Velt vzw is in 1972 ontstaan in Vlaanderen. Anno 2023 telt de beweging meer dan 22.800 leden en tientallen lokale groepen verspreid over Vlaanderen en Nederland.

## Werking
Velt is een onafhankelijke, pluralistische "vereniging voor een ecologisch gezonde en rechtvaardige samenleving", binnen het brede kader van de Duurzame Ontwikkelingsdoelstellingen.
Velt verspreidt kennis rond de thema's ecologisch koken, tuinieren en leven via publicaties, websites en vormingen. 
Velt brengt mensen lokaal samen rond deze thema's. Velt is een ledenvereniging wat wil zeggen dat het grootste deel van de werking wordt gedragen door vrijwilligers in de lokale kernen. In Vlaanderen en Nederland zijn er ruim 180 lokale groepen actief. Zij organiseren lokaal workshops, lezingen en meer activiteiten en verdelen de boeken van Velt. 
Velt begeleidt ook projecten die een positieve ecologische impact hebben. Samen met verschillende overheden (steden, provincies,...) creërt Velt plekken in de buurt waar groot en klein samen ecologisch tuinieren, waar buurtbewoners genieten van gemeenschappelijk fruit, waar kinderen in schoolmoestuinen leren waar groenten vandaan komen. Of waar kwetsbare gezinnen samen koken met oogst(overschotten) van lokale boeren. 
Velt oefent invloed uit op het beleid en werkt samen met overheden om tot een pesticidevrije, ecologische samenleving te komen. Met de campagne Doe het zonder toont de beweging dat landbouw en tuinieren ook zonder pesticiden kan.
De werking van Velt wordt ondersteund door:
- ongeveer 30 professionele medewerkers, werkzaam op het secretariaat in Berchem.
- 150 lokale Velt-groepen en ruim 1300 vrijwilligers
- 22.800 gezinnen met een hart voor ecologisch leven (2023)
- Tientallen professionele partners zoals lokale overheden, zorginstellingen, scholen, bedrijven,...

## Geschiedenis
In 1962 besluiten Omer Vandeursen, Jules Victor en Georges Bouvry om van hun proefveld in het Zonnebloemhof in het West-Vlaamse Pittem (België) het centrum van de vereniging Vrienden voor de Biologische Land- en Tuinbouw (VBLT) te maken. Zo ontstaat de eerste vereniging in Vlaanderen die de biologische landbouw bevorderde en verenigde. De vereniging zou in 1971 officieel statuten krijgen.
Rond diezelfde periode ontstaat er een breed initiatief in de Belgische Kempen, met dezelfde inspiratie, onder leiding van onder meer Daniel Willaeys. 
Het succesverhaal van VBLT inspireert de kern West-Vlaanderen en de kern Kempen om in 1973/74 samen een landelijke vereniging op te richten: Vereniging voor Ecologische Land- en Tuinbouw (Velt) met 11 lokale afdelingen en 2500 leden. Het eerste Velt-secretariaat bevindt zich in Halle-Zoersel, België. Eerste voorzitter is Jan Heyman. Met Velt wordt de nadruk op het ecologische aspect gelegd. Het zal net als VBLT amateur- en beroepstelers aanspreken, maar ook gezinnen die zich engageren voor het milieu.
In 1979 telt Velt meer dan 8000 leden. Dankzij de financiële steun van deze leden, kan het investeren in de biologische beroepssector:
- Velt verenigt de biologische telers (Velt-telers);
- Velt richt een lastenboek op, waarmee het als eerste in Vlaanderen de principes van de biologische landbouw vastlegde;
- Velt start met een eigen label, labo en coöperatieve (Veltco).

In de jaren '80 wordt Velt een socioculturele vereniging en heeft het recht op overheidssubsidies. Dankzij deze subsidies is Velt in staat om zowel de biologische landbouw in Vlaanderen als haar positie daarin te versterken. Zo staat Velt aan de wieg van de oprichting van Biogarantie en BLIK in 1987.
De amateurteelt van groenten kreeg een eigen werking binnen Velt. In 1986 kwam er een nieuwe focus bij; de ecologische siertuin. Ecologie en groenontwerp gaan hand in hand, zowel in de private tuin als in openbaar groen, door het werk van pioniers Rosette Van Cauteren, John Rigaux, Geert Meysmans en Geertje Coremans.
Eind jaren '80 verlegt Velt de focus van bioproducent naar -consument. De switch naar een consumentenorganisatie is een logisch antwoord op de groeiende vraag naar belangenverdediging van consumenten. De vele voedselcrisissen eind jaren ‘90 schudden heel wat mensen wakker. Het zorgt voor een sterk toenemende belangstelling voor biologische landbouw en producten.
Geleidelijkaan breidt Velt het werkterrein ook uit naar Nederland, onder meer via de Stichting Vrienden van Velt in Nederland. 
In de jaren 2000 neemt het aantal leden van Velt, gelijklopend met het groeiend ecologisch bewustzijn, aanzienlijk toe. In 2023 telt de beweging zo 22.800 leden waarvan ruim 5.000 in Nederland. 
In 2024 bestaat Velt 50 jaar, een jubileumjaar waarin de kern van de beweging, het delen van de ecologische passie, op tal van manieren gevierd wordt. 

## Publicaties en tijdschrift
Velt geeft verschillende publicaties uit rond de thema's ecologisch tuinieren en koken. In haar portfolio verschillende handboeken over de ecologische moestuin en siertuin, fruitteelt en zadenwinning met populaire titels als Handboek Ecologische tuin en Achter glas. Ook meerdere kookboeken met focus op koken met seizoensgroenten zoals Kook het seizoen en Groenten fermenteren.
Velt geeft het tijdschrift Seizoenen uit voor haar leden. Het tweemaandelijks tijdschrift bevat uitgebreide informatie over ecologisch tuinieren, koken en leven.

## Prijzen
In 2010 werd Velt bekroond als laureaat van de Prijs voor het Vrijwilligerswerk voor hun project van bewegingscoaches. Deze wedstrijd gaat uit van de Vlaamse Gemeenschap in samenwerking met de Verenigde Verenigingen.